# Gras sur maigre
« Gras sur maigre » est un précepte pour l'exécution de la peinture à l'huile, destiné à se garantir contre les défauts de siccativation des couches de couleur. Il recommande que chaque couche de couleur soit plus grasse, c'est-à-dire plus riche en huile, que la précédente afin que l'accroche en soit solide et durable.
On parle du « séchage » de la peinture à l'huile, mais il s'agit d'une transformation chimique, au contact de l'oxygène de l'air, formant une pellicule solide et insoluble. La transformation se produit ensuite lentement à l'intérieur. La siccativation entraîne une légère rétractation, et isole de l'atmosphère les couches inférieures ; les couches maigres contiennent moins d'huile, et mettent donc moins de temps à durcir.
Si une couche maigre se trouve au dessus d'une couche grasse, elle durcit avant la couche inférieure, et n'est plus assez souple pour suivre la lente rétractation de celle-ci, provoquant des phénomènes variant entre les cloques de surface et le craquèlement. Cette explication montre que le risque est réduit en respectant de longs temps de séchage, et qu'il est préférable de réserver les couleurs les moins siccatives aux dernières couches.
De plus, le maigre adhère mal sur le gras.
Le peintre débute donc son œuvre avec une pâte maigre, riche en essence et progressivement montera l'apport en huile ou en médium afin de la rendre plus grasse.
Le précepte vaut aussi pour les techniques mixtes, très fréquentes dans l'histoire de l'art. On peut sans crainte peindre à l'huile sur de la détrempe, mais l'inverse est difficile ou impossible.